# Мамчак, Мирослав Андреевич
Мирослав Андреевич Мамчак (укр. Мирослав Андрійович Мамчак; род. 16 декабря 1952, Княже, Станиславская область) — украинский журналист, публицист и общественный деятель. Капитан 1-го ранга. Организатор телерадиокомпании «Бриз» и её главный редактор в 1994—2010 годах. Заслуженный журналист Украины (2007).

## Биография
Родился 16 декабря 1952 в селе Княже Ивано-Франковской области. Этнический украинец.
Имеет высшее образование. С 1971 года — на Военно-морском флоте СССР. Служил на Балтийском и Черноморском флотах. Начав службу в качестве матроса дослужился до звания капитана 1-го ранга. Участвовал в дальних морских походах. 17 лет служил на Потийской военно-морской базе. Являлся замполитом Крымской военно-морской базы.
После распада СССР и провозглашения независимости Украины стал одним из первых офицеров Черноморского флота, принявших украинскую присягу. Являлся заместителем начальника отдела гуманитарной подготовки Социально-психологической службы ВМС Украины. Участвовал в становлении газеты «Флот Украины» и телерадиокомпании «Бриз» в Севастополе.
С момента основания и до 2010 года являлся главным редактором «Бриза». «Бриз» под его руководством выступал с позиций евроатлантической интеграции и территориальной целостности Украины. Занятая «Бризом» позиция подвергалась критике со стороны пророссийских организаций Севастополя за пропаганду украинского национализма. В апреле 2010 года председатель Севастопольской ГГА Валерий Саратов направил письмо министру обороны Украины Михаилу Ежелю, где раскритиковал редакционную политику «Бриза» и потребовал увольнения его руководителя Мирослава Мамчака за критику Харьковских соглашений и действий российских военных в Севастополе. 25 сентября 2010 года Мамчак был уволен со своей должности. Своё увольнение Мамчак назвал политическим, однако оспаривать его отказался, поскольку не являлся действующим офицером ВМС Украины и вышел в запас двумя годами ранее. Общественный комитет «Украинский Севастополь» назвал увольнение Мамчака «победой антиукраинских сил».
В 2000 году перевёл Гимн Севастополя «Легендарный Севастополь» на украинский язык, но в припеве вместо «гордость русских моряков» использовал «столица украинских моряков».
С 2007 года — председатель общественной организации «Украинская община Севастополя». Атаман севастопольского куреня Украинского казачества. Заместитель председателя «Просвиты» в Севастополе. Член общественной организации «Севастопольский майдан», Союза офицеров Украины, Национального союза журналистов Украины и Всеукраинского союза писателей-маринистов.
После аннексии Крыма Россией переехал из Севастополя в Киев из-за угроз безопасности.

## Награды и звания
- Премия имени Вячеслава Черновола за лучшую публицистическую работу в области журналистики[укр.] (2011)[15]
- Литературно-художественная премия имени Марка Черемшины[укр.] (2007)[16]
- Заслуженный журналист Украины (2007)[17]
- Медаль «За военную службу Украине»[1].
- Серебряный казацкий крест ІІ степени Украинского реестрового казачества[18]
- иные награды и медали

## Книги
- Флотоводці України. Історичні нариси, хронологія походів. — Снятин: ПрутПринт, 2005. — 400 с.
- Україна: шлях до моря. Історія українського флоту. — Снятин: ПрутПринт, 2007. — 404 с. іл.
- Флотоводці, командувачі флоту України. Видання друге, з змінами і доповненнями.
- Військово-морська символіка України. — Снятин: ПрутПринт, 2009. — 92 с.
- Чорноморський флот у боротьбі за незалежність України (1917—1921). Севастополь. ПП «Стрижак». 2011. — 240 с.
- Тарас Шевченко і флот. — Снятин: ПрутПринт, 2010. — 92 с.
- Донузлав: на зламі історії флоту. — Севастополь. 2011. — 86 с.
- Княже понад Черемошем. Історичний нарис. — Снятин: ПрутПринт, 2011. — 464 с.
- Драгасимів — село Драги синів. — Чернівці, ДрукАРТ, 2015. — 344
- Військово-морська медицина України. Шлях становлення і розвитку. — Севастополь. 2012. — 290 с.
- Чорноморський флот. Курсом до України. — Севастополь. «Просвіта», 2013. — 606 с.
- Народження «Красного флоту» як трагедія Севастополя. — Севастополь, «Просвіта», 2014 — 53 с.
- Військово-морське будівництво в Україні у XX ст. Збірник документів. — Севастополь, «Просвіта». 2013
- 2014. Анексія Криму. Анатомія гібридної війни. — Київ, вид. В.Карпенко, 2015. — 459 с.
- Україна: шлях до моря. Історія Українського флоту. Видання друге, з змінами і доповненнями. — Івано-Франківськ. 2018, Місто НВ. — 406 ст.
- 1992—2014. Гібридно-флотська війна. Інформаційна оборона. Збірник публікацій. — Севастополь. 2019.